# Баян-Кулі
Баян-Кулі (*д/н — 1358) — хан Західного Чагатайського улусу в 1348—1358 роках. Повне ім'я Баян-Кулі Багадур-хан.

## життєпис
Походив з династії Чингізидів. Про батька нічого невідомо, лише те, що його звали Сургату й він був восьмим сином Дуви, хана Чагатайського улусу. 1348 року фактичний правитель держави емір Казаган повалив номінального хана Даніш-Менке, поставивши замість нього Баян-Кулі.
Влада зберігалася у Казагана, а Баян-Кулі виконував представницькі функції. Відомі монети з іменем цього хана, що датуються 1348, 1357 та 1358 роками, найбільша кількість належить до 1357 року. Переважно мешкав у Бухарі та Самарканді. 1358 року новий емір Абдуллах, син Казаган, забажав дружину хана, а коли той відмовив, наказав убити Баян-Кулі. Замість нього було поставлено Шах-Темура.